# Quincy Hoeve
Quincy Anthony Edgar Nathan Hoeve (Kralendijk, 3 aprile 2003) è un calciatore olandese, attaccante dello Jong Sparta, in prestito dal Volendam, e della Nazionale di calcio di Bonaire.

## Carriera

### Club
Mentre giocava con l'Atlético Tera Corá nel campionato delle Bonaire, è stato notato dello Sparta Rotterdam ed ha firmato per l'accademia del club olandese nell'aprile del 2019.
Nell'estate del 2019 ha viaggiato con la prima squadra per un incontro di KNVB beker, ma non è sceso in campo. Il suo primo gol con l'Under-17 del club è arrivato il 27 settembre 2019 in una vittoria per 3-1 contro l'Ajax. Due settimane dopo ha segnato ancora, contro il Vitesse U17. Nello stesso mese ha segnato in tre partite consecutive dopo aver realizzato una doppietta in amichevole contro l'Almere City. A dicembre  ha segnato una doppietta contro il Groningen U19 che ha aiutato la sua squadra a qualificarsi per il girone finale per la vittoria del titolo nella seconda metà di stagione. Ha iniziato il 2020 in modo simile all'anno precedente segnanto all'Ajax in amichevole.
Nel maggio 2021 ha fatto un trial con il Go Ahead Eagles e con il Den Bosch. Tuttavia, dopo due stagioni positive in Olanda, si è unito al Gil Vicente in Portogallo nel settembre 2021. Ha continuato a segnare con la stessa frequenza del suo precedente club, inclusa una tripletta al Paços Ferreira U19 nel dicembre 2021.
A fine agosto 2022 è tornato in Olanda e si è unito al Jong Volendam dopo un breve periodo di prova. Poco dopo ha fatto il suo debutto contro il Koninklijke HFC segnando il gol della vittoria.
Il 19 agosto 2023 ha debuttato in Eredivisie al posto di Lequincio Zeefuik in una sconfitta per 4-1 contro il Go Ahead Eagles.

### Nazionale
Hoeve ha ricevuto la prima chiamata internazionale nel novembre 2018 a 15 anni per le qualificazioni di CONCACAF Nations League contro la Repubblica Dominicana e la Giamaica. Tuttavia, non ha giocato in nessuno dei due match. Ha ricevuto la chiamata successiva per la CONCACAF Nations League C contro Turks e Caicos, Sint Maarten e le Isole Vergini Americane nel giugno 2022.
Ha fatto il suo debutto il 3 giugno 2022 nell'incontro contro Turks e Caicos. Ha iniziato la vare e giocato 70 minuti nella vittoria per 4-1. Tre giorni dopo ha segnato il suo primo gol internazionali nel pareggio per 2-2 contro Sint Maarten.

## Statistiche

### Presenze e reti nei club
Statistiche aggiornate al 28 aprile 2024.
| Stagione        | Squadra         | Campionato      | Campionato | Campionato | Coppe nazionali | Coppe nazionali | Coppe nazionali | Coppe continentali | Coppe continentali | Coppe continentali | Altre coppe | Altre coppe | Altre coppe | Totale | Totale | Totale |
| Stagione        | Squadra         | Comp            | Pres       | Reti       | Comp            | Pres            | Reti            | Comp               | Pres               | Reti               | Comp        | Pres        | Reti        | Pres   | Reti   |        |
| --------------- | --------------- | --------------- | ---------- | ---------- | --------------- | --------------- | --------------- | ------------------ | ------------------ | ------------------ | ----------- | ----------- | ----------- | ------ | ------ | ------ |
| 2022-2023       | Jong Volendam   | 1D              | 32         | 4          |                 | -               | -               |                    | -                  | -                  |             | -           | -           | 32     | 4      |        |
| 2023-2024       | Volendam        | ED              | 16         | 0          | CO              | 0               | 0               |                    | -                  | -                  |             | -           | -           | 16     | 0      |        |
| Totale carriera | Totale carriera | Totale carriera | 48         | 4          |                 | 0               | 0               |                    | -                  | -                  |             | -           | -           | 48     | 4      |        |

### Cronologia presenze e reti in nazionale
| Cronologia completa delle presenze e delle reti in nazionale ― Bonaire | Cronologia completa delle presenze e delle reti in nazionale ― Bonaire | Cronologia completa delle presenze e delle reti in nazionale ― Bonaire | Cronologia completa delle presenze e delle reti in nazionale ― Bonaire | Cronologia completa delle presenze e delle reti in nazionale ― Bonaire | Cronologia completa delle presenze e delle reti in nazionale ― Bonaire | Cronologia completa delle presenze e delle reti in nazionale ― Bonaire | Cronologia completa delle presenze e delle reti in nazionale ― Bonaire |
| Data                                                                   | Città                                                                  | In casa                                                                | Risultato                                                              | Ospiti                                                                 | Competizione                                                           | Reti                                                                   | Note                                                                   |
| ---------------------------------------------------------------------- | ---------------------------------------------------------------------- | ---------------------------------------------------------------------- | ---------------------------------------------------------------------- | ---------------------------------------------------------------------- | ---------------------------------------------------------------------- | ---------------------------------------------------------------------- | ---------------------------------------------------------------------- |
| 3-6-2022                                                               | Providenciales                                                         | Turks e Caicos                                                         | 1 – 4                                                                  | Bonaire                                                                | CONCACAF Nations League 2023-2024 - 1º turno                           | -                                                                      | 75’                                                                    |
| 6-6-2022                                                               | Willemstad                                                             | Bonaire                                                                | 2 – 2                                                                  | Sint Maarten                                                           | CONCACAF Nations League 2023-2024 - 1º turno                           | 1                                                                      | 82’                                                                    |
| 14-6-2022                                                              | Willemstad                                                             | Bonaire                                                                | 2 – 0                                                                  | Isole Vergini Britanniche                                              | CONCACAF Nations League 2023-2024 - 1º turno                           | -                                                                      | 75’                                                                    |
| 25-3-2023                                                              | Christiansted                                                          | Sint Maarten                                                           | 6 – 1                                                                  | Bonaire                                                                | CONCACAF Nations League 2023-2024 - 1º turno                           | -                                                                      | 46’                                                                    |
| 29-3-2023                                                              | Willemstad                                                             | Bonaire                                                                | 1 – 2                                                                  | Turks e Caicos                                                         | CONCACAF Nations League 2023-2024 - 1º turno                           | -                                                                      | 72’                                                                    |
| Totale                                                                 |                                                                        | Presenze                                                               | 5                                                                      |                                                                        | Reti                                                                   | 1                                                                      |                                                                        |